# Medon fuscipennis
Medon fuscipennis är en skalbaggsart som beskrevs av Ernst Gustav Kraatz 1859. Medon fuscipennis ingår i släktet Medon och familjen kortvingar. Inga underarter finns listade i Catalogue of Life.